# Aplectoides
Aplectoides là một chi bướm đêm thuộc họ Noctuidae.

## Các loài
- Aplectoides condita (Guenée, 1852)